# Spiteri (nom de famille)
Pour les articles homonymes, voir Spiteri (homonymie).
Spiteri est un patronyme italien et maltais.

## Étymologie
Selon le linguiste Mario Cassar, il s'agit de la forme courte du patronyme sicilien Spitaleri,, lui-même dérivé du mot français « hospitalier », qui peut également faire référence aux Hospitaliers.

## Distribution du patronyme dans le monde
En Italie, il est localisé principalement en Sicile, notamment dans la région d'Agrigente.

À Malte, sa présence est attestée en 1419.

En dehors de l'Italie et de l'archipel maltais, il se rencontre principalement en Australie, au sein des communautés maltaise (en) et italienne (en).

En France, il est surtout présent dans les Bouches-du-Rhône ; il est généralement porté par les rapatriés d'Algérie (et leurs descendants) d'origine maltaise.
Selon le site Forebears, en 2014, il y avait dans le monde 14 425 personnes qui portaient ce nom, dont 6 277 à Malte.
| Pays           | Nombre de personnes portant ce patronyme (2014) |
| -------------- | ----------------------------------------------- |
| Malte          | 6 277                                           |
| Australie      | 3 038                                           |
| Angleterre     | 1 092                                           |
| France         | 1 078                                           |
| États-Unis     | 850                                             |
| Canada         | 483                                             |
| Italie         | 381                                             |
| Pays de Galles | 237                                             |
| Afrique du Sud | 201                                             |
| Argentine      | 134                                             |

## Personnalités portant ce patronyme
- Spiteri (homonymie)